# Oquawka
Oquawka ist ein Village und Verwaltungssitz des Henderson County im Westen des US-amerikanischen Bundesstaates Illinois am Ostufer des Mississippi River. Das U.S. Census Bureau hat bei der Volkszählung 2020 eine Einwohnerzahl von 1.134 ermittelt.

## Geografie
Die Stadt erstreckt sich über eine Fläche von 5 km², die ausschließlich aus Landfläche besteht.
Der Ort liegt am Ostufer des Mississippi River, der die Grenze nach Iowa bildet. Durch Oquawka führt die Illinois State Route 164, die hier auf eine Reihe untergeordneter Straßen trifft. Die nächste Stadt ist das 24 km flussabwärts gelegene Burlington in Iowa.
Die nächsten Großstädte sind Iowas 297 km westlich gelegene Hauptstadt Des Moines, das 320 km im Süden gelegene St. Louis in Missouri, Illinois’ 210 km im Südosten liegende Hauptstadt Springfield. Peoria liegt 134 km im Osten, Chicago 344 km in ostnordöstlicher Richtung und die Quad Cities 93 km im Nord-Nordosten.

## Lokale Attraktion
In Oquawka befindet sich ein Gedenkstein, der an eine Zirkuselefantenkuh namens Norma Jean erinnert. Diese fiel am 17. Juli 1972 einem Blitzschlag zum Opfer. Der Dickhäuter gehörte zu einem kleinen Zirkus, der damals in Oquawka gastierte. Norma Jean wurde an der Einschlagstelle begraben und der Zirkus ging ein Jahr nach dem Verlust seiner Hauptattraktion bankrott. Später setzte sich der örtliche Apotheker Wade Meloan dafür ein, dass an der Stelle des Grabes ein Gedenkstein errichtet wurde.

## Demografische Daten
Bei der Volkszählung im Jahre 2000 wurde eine Einwohnerzahl von 1539 ermittelt. Diese verteilten sich auf 656 Haushalte in 421 Familien. Die Bevölkerungsdichte lag bei 407,0/km². Es gab 736 Gebäude, was einer Bebauungsdichte von 194,6/km² entspricht.
Die Bevölkerung bestand im Jahre 2000 aus 98,38 % Weißen, 0,06 % Afroamerikanern, 0,13 % Indianern und 0,13 % Asiaten. 1,30 % gaben an, von mindestens zwei dieser Gruppen abzustammen. 0,71 % der Bevölkerung bestand aus Hispanics, die verschiedenen der genannten Gruppen angehörten.
22,4 % waren unter 18 Jahren, 8,2 % zwischen 18 und 24, 27,0 % von 25 bis 44, 23,7 % von 45 bis 64 und 18,7 % 65 und älter. Das durchschnittliche Alter lag bei 40 Jahren. Auf 100 Frauen kamen statistisch 93,8 Männer, bei den über 18-Jährigen 90,9.
Das durchschnittliche Einkommen pro Haushalt betrug $32.500, das durchschnittliche Familieneinkommen $38.152. Das Einkommen der Männer lag durchschnittlich bei $29.333, das der Frauen bei $18.571. Das Pro-Kopf-Einkommen belief sich auf $15.254. Rund 8,4 % der Familien und 12,8 % der Gesamtbevölkerung lagen mit ihrem Einkommen unter der Armutsgrenze.